# إيتزيار كاسترو
إيتزيار كاسترو (بالإسبانية: Carola Baleztena) (14 فبراير 1977 – 8 ديسمبر 2023) كانت ممثلة إسبانية، معروفة بشكل أساسي بدورها شخصية غويا فرنانديز في مسلسل هذا ما جناه قلبي.

## روابط خارجية
- Itziar Castro على موقع IMDb (الإنجليزية)
- Itziar Castro على موقع قاعدة بيانات الفيلم (الإنجليزية)